# Combres-sous-les-Côtes
Combres-sous-les-Côtes é uma comuna francesa na região administrativa de Grande Leste, no departamento de Meuse. Estende-se por uma área de 5,06 km². Em 2010 a comuna tinha 123 habitantes (densidade: 24,3 hab./km²).